# Pugilato ai Giochi della XXX Olimpiade
I tornei olimpici di pugilato ai Giochi della XXX Olimpiade si svolsero tra il 28 luglio e il 12 agosto all'ExCeL Exhibition Centre. Il programma ha visto la disputa di 13 eventi e l'esordio della boxe femminile ai Giochi, con tre eventi.

## Categorie
Rispetto all'edizione precedente le categorie maschili sono passate da 11 a 10, con la scomparsa dei pesi piuma. Con l'aggiunta delle tre categorie di peso femminili, mai avute prima, si è però di fatto complessivamente avuto un incremento di medaglie per il pugilato.
Gli uomini si sono sfidati nelle seguenti dieci categorie:
- Pesi mosca leggeri (49 kg)
- Pesi mosca (52 kg)
- Pesi gallo (56 kg)
- Pesi leggeri (60 kg)
- Pesi superleggeri (64 kg)
- Pesi welter (69 kg)
- Pesi medi (75 kg)
- Pesi mediomassimi (81 kg)
- Pesi massimi (91 kg)
- Pesi supermassimi (+91 kg)

Per la prima volta il pugilato femminile è nel programma olimpico, con tre categorie:
- Pesi mosca (51 kg)
- Pesi leggeri (60 kg)
- Pesi medi (75 kg)

## Qualificazioni
Ogni Comitato olimpico nazionale ha avuto diritto a iscrivere un atleta per ogni categoria. Nove posti sono stati riservati al Paese organizzatore, con la possibilità di sceglierne un massimo di sei (5 maschili e 1 femminile), mentre i posti rimanenti sono stati riservati a inviti della Commissione Inviti Tripartita. Per ogni atleta del Paese organizzatore che si è qualificato attraverso i Campionati Mondiali AIBA, il Paese organizzatore ha perso uno dei posti ad esso riservati di diritto. Ogni continente ha avuto diritto ad un determinato numero di atleti, qualificati attraverso i Mondiali e alcuni tornei di qualificazione continentali. All'Asia sono stati riservati 56 posti, alle Americhe 54, all'Africa 52, all'Europa 78 e all'Oceania 10.
Per la qualificazione olimpica si è tenuto conto dei risultati nei seguenti tornei:
- Mondiali 2011 (Baku, Azerbaigian, 16 settembre-1º ottobre).[3] 10 atleti per ogni categoria, 6 per massimi e supermassimi, hanno ottenuto il pass olimpico.
- Tornei continentali di qualificazione (nel 2012 eventi in Africa, America, Asia, Europa e Oceania).

## Calendario
In quasi tutti i giorni di competizione sono state previste due sessioni, una pomeridiana (P) con inizio alle 13:30 BST (tranne il 9 agosto, prevista per le 16:30 BST), e una serale (S) con inizio alle 20:30 BST.
| P | Turni preliminari | 1T | 1º turno | ¼ | Quarti di finale | ½ | Semifinali | F | Finale |

| Data →          | Sab 28 | Sab 28 | Dom 29 | Dom 29 | Lun 30 | Lun 30 | Mar 31 | Mar 31 | Mer 1 | Mer 1 | Gio 2 | Gio 2 | Ven 3 | Ven 3 | Sab 4 | Sab 4 | Dom 5 | Dom 5 | Lun 6 | Lun 6 | Mar 7 | Mar 7 | Mer 8 | Mer 8 | Gio 9 | Gio 9 | Ven 10 | Ven 10 | Sab 11 | Dom 12 |
| Evento ↓        | P      | S      | P      | S      | P      | S      | P      | S      | P     | S     | P     | S     | P     | S     | P     | S     | P     | S     | P     | S     | P     | S     | P     | S     | P     | S     | P      | S      | S      | P      |
| --------------- | ------ | ------ | ------ | ------ | ------ | ------ | ------ | ------ | ----- | ----- | ----- | ----- | ----- | ----- | ----- | ----- | ----- | ----- | ----- | ----- | ----- | ----- | ----- | ----- | ----- | ----- | ------ | ------ | ------ | ------ |
| Mosca leggeri U |        |        |        |        |        |        | P      | P      |       |       |       |       |       |       | 1T    | 1T    |       |       |       |       |       |       |       | ¼     |       |       | ½      |        | F      |        |
| Mosca U         |        |        |        |        | P      | P      |        |        |       |       |       |       | 1T    | 1T    |       |       |       |       |       |       |       | ¼     |       |       |       |       |        | ½      |        | F      |
| Gallo U         | P      | P      |        |        |        |        |        |        | 1T    | 1T    |       |       |       |       |       |       |       | ¼     |       |       |       |       |       |       |       |       | ½      |        | F      |        |
| Leggeri U       |        |        | P      | P      |        |        |        |        |       |       | 1T    | 1T    |       |       |       |       |       |       |       | ¼     |       |       |       |       |       |       |        | ½      |        | F      |
| Superleggeri U  |        |        |        |        |        |        | P      | P      |       |       |       |       |       |       | 1T    | 1T    |       |       |       |       |       |       |       | ¼     |       |       | ½      |        | F      |        |
| Welter U        |        |        | P      | P      |        |        |        |        |       |       |       |       | 1T    | 1T    |       |       |       |       |       |       |       | ¼     |       |       |       |       |        | ½      |        | F      |
| Medi U          | P      | P      |        |        |        |        |        |        |       |       | 1T    | 1T    |       |       |       |       |       |       |       | ¼     |       |       |       |       |       |       | ½      |        | F      |        |
| Mediomassimi U  |        |        |        |        | P      | P      |        |        |       |       |       |       |       |       | 1T    | 1T    |       |       |       |       |       |       |       | ¼     |       |       |        | ½      |        | F      |
| Massimi U       |        |        |        |        |        |        |        |        | 1T    | 1T    |       |       |       |       |       |       |       | ¼     |       |       |       |       |       |       |       |       | ½      |        | F      |        |
| Supermassimi U  |        |        |        |        |        |        |        |        | 1T    | 1T    |       |       |       |       |       |       |       |       |       | ¼     |       |       |       |       |       |       |        | ½      |        | F      |
| Mosca F         |        |        |        |        |        |        |        |        |       |       |       |       |       |       |       |       | 1T    |       | ¼     |       |       |       | ½     |       | F     |       |        |        |        |        |
| Leggeri F       |        |        |        |        |        |        |        |        |       |       |       |       |       |       |       |       | 1T    |       | ¼     |       |       |       | ½     |       | F     |       |        |        |        |        |
| Medi F          |        |        |        |        |        |        |        |        |       |       |       |       |       |       |       |       | 1T    |       | ¼     |       |       |       | ½     |       | F     |       |        |        |        |        |

## Podi

### Uomini
| Evento                   | Oro                       | Argento                   | Bronzo                                          |
| Mosca leggeri (dettagli) | Zou Shiming               | Kaeo Pongprayoon          | Paddy Barnes David Ajrapetjan                   |
| Mosca (dettagli)         | Robeisy Ramírez Carrazana | Tugstsogt Nyambayar       | Michail Alojan Michael Conlan                   |
| Gallo (dettagli)         | Luke Campbell             | John Joe Nevin            | Lázaro Álvarez Estrada Satoshi Shimizu          |
| Leggeri (dettagli)       | Vasyl' Lomačenko          | Soonchul Han              | Yasniel Toledo Evaldas Petrauskas               |
| Superleggeri (dettagli)  | Roniel Iglesias Sotolongo | Denys Berinčyk            | Vincenzo Mangiacapre Uranchimegiin Mönkh-Erdene |
| Welter (dettagli)        | Serik Sapiyev             | Fred Evans                | Taras Šelestjuk Andrej Zamkovoj                 |
| Medi (dettagli)          | Ryōta Murata              | Esquiva Falcão Florentino | Anthony Ogogo Abbos Atoev                       |
| Mediomassimi (dettagli)  | Egor Mechoncev            | Adil'bek Nijazymbetov     | Yamaguchi Falcão Florentino Oleksandr Hvozdyk   |
| Massimi (dettagli)       | Oleksandr Usyk            | Clemente Russo            | Tervel Pulev Teymur Mammadov                    |
| Supermassimi (dettagli)  | Anthony Joshua            | Roberto Cammarelle        | Magomedrasul Medžidov Ivan Dyčko                |

### Donne
| Evento             | Oro              | Argento           | Bronzo                                       |
| Mosca (dettagli)   | Nicola Adams     | Ren Cancan        | Marlen Esparza Chungneijang Mery Kom Hmangte |
| Leggeri (dettagli) | Katie Taylor     | Sof'ja Očigava    | Mavzuna Chorieva Adriana Araújo              |
| Medi (dettagli)    | Claressa Shields | Nadežda Torlopova | Marina Volnova Li Jinzi                      |

## Medagliere
| Posizione | Paese         |    |    |    | Totale |
| --------- | ------------- | -- | -- | -- | ------ |
| 1         | Gran Bretagna | 3  | 1  | 1  | 5      |
| 2         | Ucraina       | 2  | 1  | 2  | 5      |
| 3         | Cuba          | 2  | 0  | 2  | 4      |
| 4         | Russia        | 1  | 2  | 3  | 6      |
| 5         | Irlanda       | 1  | 1  | 2  | 4      |
| 5         | Kazakistan    | 1  | 1  | 2  | 4      |
| 7         | Cina          | 1  | 1  | 1  | 3      |
| 8         | Stati Uniti   | 1  | 0  | 1  | 2      |
| 8         | Giappone      | 1  | 0  | 1  | 2      |
| 10        | Italia        | 0  | 2  | 1  | 3      |
| 11        | Brasile       | 0  | 1  | 2  | 3      |
| 12        | Mongolia      | 0  | 1  | 1  | 2      |
| 13        | Thailandia    | 0  | 1  | 0  | 1      |
| 13        | Corea del Sud | 0  | 1  | 0  | 1      |
| 14        | Azerbaigian   | 0  | 0  | 2  | 2      |
| 15        | India         | 0  | 0  | 1  | 1      |
| 15        | Tagikistan    | 0  | 0  | 1  | 1      |
| 15        | Uzbekistan    | 0  | 0  | 1  | 1      |
| 15        | Bulgaria      | 0  | 0  | 1  | 1      |
| 15        | Lituania      | 0  | 0  | 1  | 1      |
| Totale    | Totale        | 13 | 13 | 26 | 52     |